# Temporada 1980-81 de los Cleveland Cavaliers
La temporada 1980-81 fue la undécima de los Cleveland Cavaliers en la NBA. La temporada regular acabó con 28 victorias y 54 derrotas, ocupando el noveno puesto de la conferencia Este, no logrando clasificarse para los playoffs.

## Elecciones en elDraft
| Ronda | Puesto | Jugador    | Posición | Nacionalidad   | Universidad |
| ----- | ------ | ---------- | -------- | -------------- | ----------- |
| 1     | 22     | Chad Kinch | Base     | Estados Unidos | Charlotte   |

## Temporada regular
| División Central    | División Central | División Central | División Central | División Central | División Central | División Central | División Central | División Central |
| Equipo              | G                | P                | %                | PD               | Casa             | Fuera            | Div              |                  |
| ------------------- | ---------------- | ---------------- | ---------------- | ---------------- | ---------------- | ---------------- | ---------------- | ---------------- |
| y-Milwaukee Bucks   | 60               | 22               | .732             | –                | 34–7             | 26–15            | 23–7             |                  |
| x-Chicago Bulls     | 45               | 37               | .549             | 15.0             | 26–15            | 19–22            | 20–9             |                  |
| x-Indiana Pacers    | 44               | 38               | .537             | 16.0             | 27–14            | 17–24            | 17–12            |                  |
| Atlanta Hawks       | 31               | 51               | .378             | 29.0             | 20–21            | 11–30            | 9–21             |                  |
| Cleveland Cavaliers | 28               | 54               | .341             | 32.0             | 20–21            | 8–33             | 9–21             |                  |
| Detroit Pistons     | 21               | 61               | .256             | 39.0             | 14–27            | 7–34             | 9–21             |                  |

## Estadísticas
| Rk | Jugador            | Edad | P  | PT | MP   | TC   | TCI  | %TC  | T3  | T3I | %T3  | TL  | TLI | %TL   | RO  | RD  | RT   | AS  | RB  | TAP | BP  | FP  | PTS  |
| -- | ------------------ | ---- | -- | -- | ---- | ---- | ---- | ---- | --- | --- | ---- | --- | --- | ----- | --- | --- | ---- | --- | --- | --- | --- | --- | ---- |
| 1  | Mike Mitchell      | 25   | 82 |    | 39.0 | 10.4 | 21.8 | .476 | 0.0 | 0.1 | .444 | 3.7 | 4.7 | .784  | 2.6 | 3.5 | 6.1  | 1.7 | 0.8 | 0.6 | 2.1 | 2.4 | 24.5 |
| 2  | Dave Robisch       | 31   | 11 |    | 33.8 | 3.4  | 8.9  | .378 | 0.0 | 0.0 |      | 2.6 | 3.3 | .806  | 2.5 | 5.3 | 7.7  | 4.0 | 0.6 | 0.5 | 1.3 | 1.9 | 9.4  |
| 3  | Mike Bratz         | 25   | 80 |    | 32.4 | 4.0  | 10.2 | .390 | 0.7 | 2.1 | .337 | 1.3 | 1.7 | .811  | 0.8 | 1.7 | 2.5  | 5.7 | 1.7 | 0.2 | 2.0 | 2.4 | 10.0 |
| 4  | Kenny Carr         | 25   | 81 |    | 32.3 | 5.8  | 11.3 | .511 | 0.0 | 0.0 | .000 | 3.6 | 5.0 | .714  | 3.2 | 7.1 | 10.3 | 2.4 | 0.9 | 0.5 | 2.9 | 3.7 | 15.2 |
| 5  | Bill Laimbeer      | 23   | 81 |    | 30.4 | 4.2  | 8.3  | .503 | 0.0 | 0.0 |      | 1.4 | 1.9 | .765  | 3.3 | 5.3 | 8.6  | 2.7 | 0.7 | 1.0 | 1.6 | 4.1 | 9.8  |
| 6  | Roger Phegley      | 24   | 82 |    | 27.7 | 5.8  | 11.8 | .491 | 0.1 | 0.3 | .286 | 2.7 | 3.3 | .839  | 1.1 | 1.9 | 3.0  | 2.2 | 0.8 | 0.2 | 2.0 | 3.2 | 14.4 |
| 7  | Randy Smith        | 32   | 82 |    | 26.8 | 5.9  | 12.7 | .466 | 0.0 | 0.3 | .036 | 2.7 | 3.3 | .815  | 0.6 | 1.8 | 2.4  | 4.4 | 1.4 | 0.2 | 2.4 | 1.6 | 14.6 |
| 8  | Richard Washington | 25   | 69 |    | 21.8 | 4.2  | 9.1  | .459 | 0.0 | 0.0 | .500 | 1.5 | 2.0 | .750  | 1.9 | 3.4 | 5.3  | 1.6 | 0.6 | 0.8 | 1.6 | 3.6 | 9.9  |
| 9  | Geoff Huston       | 23   | 25 |    | 21.7 | 3.0  | 6.1  | .497 | 0.0 | 0.0 | .000 | 0.9 | 1.1 | .815  | 0.5 | 1.1 | 1.6  | 4.7 | 0.5 | 0.0 | 1.2 | 1.4 | 7.0  |
| 10 | Robert Smith       | 25   | 1  |    | 20.0 | 2.0  | 5.0  | .400 | 0.0 | 0.0 |      | 4.0 | 4.0 | 1.000 | 1.0 | 2.0 | 3.0  | 3.0 | 0.0 | 0.0 | 3.0 | 6.0 | 8.0  |
| 11 | Don Ford           | 28   | 64 |    | 15.6 | 1.6  | 3.5  | .446 | 0.0 | 0.0 | .000 | 0.3 | 0.4 | .917  | 1.2 | 1.4 | 2.6  | 1.3 | 0.2 | 0.2 | 0.8 | 1.6 | 3.5  |
| 12 | Bill Robinzine     | 28   | 8  |    | 10.5 | 1.8  | 4.0  | .438 | 0.0 | 0.0 |      | 0.6 | 1.0 | .625  | 0.5 | 1.1 | 1.6  | 0.6 | 0.5 | 0.0 | 1.3 | 2.4 | 4.1  |
| 13 | Chad Kinch         | 22   | 29 |    | 8.5  | 1.3  | 3.3  | .396 | 0.0 | 0.0 |      | 0.1 | 0.2 | .800  | 0.2 | 0.6 | 0.8  | 1.2 | 0.3 | 0.2 | 0.8 | 0.8 | 2.8  |
| 14 | Kim Hughes         | 28   | 45 |    | 7.4  | 0.4  | 1.0  | .356 | 0.0 | 0.0 |      | 0.0 | 0.0 |       | 0.6 | 1.1 | 1.7  | 0.5 | 0.4 | 0.5 | 0.7 | 1.6 | 0.7  |
| 15 | Walter Jordan      | 24   | 30 |    | 6.9  | 1.0  | 2.5  | .387 | 0.0 | 0.0 |      | 0.3 | 0.6 | .588  | 0.8 | 0.6 | 1.4  | 0.4 | 0.4 | 0.2 | 0.6 | 1.2 | 2.3  |
| 16 | Mack Calvin        | 33   | 21 |    | 6.1  | 0.6  | 1.9  | .333 | 0.0 | 0.2 | .200 | 1.2 | 1.7 | .714  | 0.1 | 0.5 | 0.6  | 1.3 | 0.2 | 0.0 | 0.8 | 0.6 | 2.5  |
| 17 | Jerome Whitehead   | 24   | 3  |    | 2.7  | 0.3  | 1.0  | .333 | 0.0 | 0.0 |      | 0.0 | 0.0 |       | 0.7 | 0.3 | 1.0  | 0.0 | 0.3 | 0.0 | 0.0 | 2.0 | 0.7  |
| 18 | John Lambert       | 28   | 3  |    | 2.7  | 1.0  | 1.7  | .600 | 0.0 | 0.0 |      | 0.0 | 0.0 |       | 0.3 | 0.7 | 1.0  | 1.0 | 0.0 | 0.0 | 0.7 | 0.7 | 2.0  |